# Georg Günther (Autor)
Georg Günther (* 17. Dezember 1845 in Altenburg; † 12. November 1923 ebenda) war ein deutscher Lehrer und Schriftsteller.

## Leben
Als Sohn des Kirchenrats und Dichters Karl Friedrich Günther (1807–1883) geboren, ging Günther nach Privatunterricht bei seinem Vater auf das Altenburger Gymnasium und studierte Philologie in Jena, Bonn und Leipzig. Während seines Studiums wurde er 1864 Mitglied der Burschenschaft Arminia auf dem Burgkeller und 1865 der Burschenschaft Alemannia Bonn. Er wurde zum Dr. phil. promoviert und machte 1869 sein Staatsexamen. Er wurde Lehrer am Hölbeschen Privatgymnasium in Dresden und ging 1872 als Lehrer ans Gymnasium in Bautzen. Von 1873 bis 1903 war er zuerst Oberlehrer, ab 1887 Professor am Gymnasium in Plauen. Seinen Ruhestand verbrachte er in Jena und Dresden. Er beschäftigte sich vor allem mit Altertumskunde, Kunstgeschichte, Dramaturgie und Dramatischer Dichtung.
In Plauen war er Mitglied der Freimaurerloge Pyramide im Orient.

## Veröffentlichungen (Auswahl)
- Otto der Dritte. Tragöde, 1874, 2. Auflage 1889.
- Beiträge zur Geschichte und Ästhetik der antiken Tragödie. 1880.
- Alexei Orlow. Tragödie, 1884.
- König und Giftmischer. Lustspiel, 1884.
- Grundzüge der tragischen Kunst. 1885.